# Ideas4all Innovation
ideas4all Innovation es una compañía española especializada en innovación que comercializa un software para la gestión de la innovación en modalidad SaaS (Software as a Service) acompañado de una metodología propia y servicios de consultoría de innovación.
Este software permite gestionar comunidades digitales a través de las que organizaciones de todo tipo preguntan y captan las ideas de sus diversos colectivos de interés, como pueden ser sus empleados, clientes, proveedores o grandes audiencias. 
Los diferentes grupos de interés de cada organización pueden participar en estas comunidades a través del crowdsourcing, mediante la colaboración abierta distribuida, sea compartiendo sus propias ideas o trabajando (cocreando) sobre la de los demás. 
Con ello, se da lugar a procesos de inteligencia colaborativa en los que un grupo diverso de individuos actúa con autonomía y coopera dentro de una red de cara a crear algo nuevo o solucionar un problema concreto que plantea la organización que impulsa la comunidad.

## Historia
ideas4all Innovation fue fundada en 2008 bajo el nombre original de ideas4all por Ana María Llopis Rivas (Carúpano, 1950, Venezuela), directiva española que, entre otros cargos de responsabilidad, ha sido fundadora de Openbank y presidenta no ejecutiva de la cadena de supermercados DIA entre 2011 y 2018.
En el momento de su lanzamiento, ideas4all fue una comunidad o red social vertical orientada a la búsqueda abierta de ideas de negocio y emprendimiento. Desde 2010, la compañía combina la existencia de esta comunidad con la comercialización del software y la metodología que la hacen posible a grandes empresas, para el impulso de sus programas corporativos de innovación y de procesos de inteligencia colaborativa, mediante la captación de insights e ideas de sus diversos colectivos de interés.
Asimismo, ideas4all Innovation es también el proveedor tecnológico de Santander City Brain Archivado el 14 de septiembre de 2019 en Wayback Machine., el software de ideación y participación ciudadana de la ciudad de Santander, y el promotor del proyecto Conquistando la Igualdad Archivado el 19 de mayo de 2019 en Wayback Machine., una iniciativa pionera en el uso de la inteligencia colaborativa que conecta a la sociedad civil en la cocreación de proyectos de diversidad que, posteriormente, el sector público y el privado pueden implantar de cara a conseguir la igualdad entre hombres y mujeres.